# Министр обороны Болгарии
Министр обороны Болгарии (болг. Министър на отбраната) — министерский пост в правительстве Болгарии, отвечающий за военные вопросы.

## История

### Военные министры (1879—1911)
| #  | звание            | имя                  | даты                               |
| -- | ----------------- | -------------------- | ---------------------------------- |
| 1  | генерал-майор     | Пётр Паренсов        | 5 июля 1879 — 22 марта 1880        |
| 2  | подполковник      | Павел Плеве          | 22 марта 1880 — 3 апреля 1880      |
| 3  | полковник         | Александр Тимлер     | 3 апреля 1880 — 11 апреля 1880     |
| 4  | генерал-лейтенант | Казимир Эрнрот       | 11 апреля 1880 — 1 июля 1881       |
| 5  | генерал-майор     | Владимир Крылов      | 1 июля 1881 — 12 апреля 1882       |
| 6  | генерал-майор     | Иван Лесовой         | 12 апреля 1882 — 21 июня 1882      |
| 7  | генерал-майор     | Александр Каульбарс  | 21 июня 1882 — 7 сентября 1883     |
| 8  | полковник         | Александр Редигер    | 10 сентября 1883 — 14 октября 1883 |
| 9  | подполковник      | Виктор Котельников   | 14 октября 1883 — 29 января 1884   |
| 10 | генерал-майор     | Михаил Кантакузин    | 29 января 1884 — 23 февраля 1885   |
| 11 | полковник         | Иван Веймарн         | 23 февраля 1885 — 10 апреля 1885   |
| 12 | генерал-майор     | Михаил Кантакузин    | 10 апреля 1885 — 10 сентября 1885  |
| 13 | капитан           | Константин Никифоров | 10 сентября 1885 — 12 августа 1886 |
| 14 | майор             | Олимпий Панов        | 12 августа 1886 — 16 августа 1886  |
| 15 | полковник         | Данаил Николаев      | 16 августа 1886 — 28 июня 1887     |
| 16 | майор             | Рачо Петров          | 29 июня 1887 — 20 августа 1887     |
| 17 | полковник         | Сава Муткуров        | 20 августа 1887 — 4 февраля 1891   |
| 18 | майор             | Михаил Савов         | 4 февраля 1891 — 15 апреля 1894    |
| 19 | полковник         | Рачо Петров          | 15 апреля 1894 — 17 ноября 1896    |
| 20 | полковник         | Никола Иванов        | 17 ноября 1896 — 18 января 1899    |
| 21 | генерал-майор     | Стефан Паприков      | 18 января 1899 — 18 марта 1903     |
| 22 | полковник         | Михаил Савов         | 18 марта 1903 — 22 мая 1907        |
| 23 | генерал-лейтенант | Данаил Николаев      | 22 мая 1907 — 16 марта 1911        |

### Министры войны (1911—1947)
| #  | звание            | имя                     | даты                               |
| -- | ----------------- | ----------------------- | ---------------------------------- |
| 24 | генерал-майор     | Никифор Никифоров       | 16 марта 1911 — 1 июня 1913        |
| 25 | генерал-майор     | Стилиян Ковачев         | 1 июня 1913 — 28 июня 1913         |
| 26 | генерал-майор     | Георги Вазов            | 28 июня 1913 — 22 августа 1913     |
| 27 | генерал-майор     | Климент Бояджиев        | 22 августа 1913 — 1 сентября 1914  |
| 28 | генерал-лейтенант | Иван Фичев              | 1 сентября 1914 — 6 августа 1915   |
| 29 | генерал-майор     | Никола Жеков            | 6 августа 1915 — 21 сентября 1915  |
| 30 | генерал-майор     | Калин Найденов          | 21 сентября 1915 — 21 июня 1918    |
| 31 | генерал-лейтенант | Сава Савов              | 21 июня 1918 — 28 ноября 1918      |
| 32 |                   | Андрей Ляпчев           | 28 ноября 1918 — 7 мая 1919        |
| 33 |                   | Михаил Маджаров         | 7 мая 1919 — 6 октября 1919        |
| 34 |                   | Александр Стамболийский | 6 октября 1919 — 24 июня 1921      |
| 35 |                   | Александр Димитров      | 24 июня 1921 — 22 октября 1921     |
| 36 |                   | Александр Стамболийский | 24 октября 1921 — 9 ноября 1921    |
| 37 |                   | Константин Томов        | 9 ноября 1921 — 9 февраля 1923     |
| 38 |                   | Александр Стамболийский | 9 февраля 1923 — 12 марта 1923     |
| 39 |                   | Константин Муравиев     | 12 марта 1923 — 9 июня 1923        |
| 40 |                   | Александр Цанков        | 9 июня 1923 — 10 июня 1923         |
| 41 | генерал-майор     | Иван Вылков             | 10 июня 1923 — 11 января 1929      |
| 42 | генерал-майор     | Никола Бакырджиев       | 11 января 1929 — 31 января 1931    |
| 43 | генерал-лейтенант | Александр Кисёв         | 31 января 1931 — 9 мая 1934        |
| 44 | генерал-майор     | Атанас Ватев            | 9 мая 1934 — 19 мая 1934           |
| 45 | подполковник      | Кимон Георгиев          | 19 мая 1934                        |
| 46 | генерал-майор     | Петко Златев            | 19 мая 1934 — 21 апреля 1935       |
| 47 | генерал-майор     | Стефан Цанев            | 21 апреля 1935 — 23 ноября 1935    |
| 48 | генерал-майор     | Христо Луков            | 23 ноября 1935 — 24 января 1938    |
| 49 | генерал-майор     | Теодосий Даскалов       | 24 января 1938 — 11 апреля 1942    |
| 50 | генерал-лейтенант | Никола Михов            | 11 апреля 1942 — 14 сентября 1943  |
| 51 | генерал-лейтенант | Руси Русев              | 14 сентября 1943 — 2 сентября 1944 |
| 52 | генерал-майор     | Иван Маринов            | 2 сентября 1944 — 9 сентября 1944  |
| 53 | генерал-майор     | Дамян Велчев            | 9 сентября 1944 — 25 сентября 1946 |
| 54 | генерал-лейтенант | Кимон Георгиев          | 25 сентября 1946 — 22 ноября 1946  |
| 55 | генерал-майор     | Георгий Дамянов         | 22 ноября 1946 — 27 мая 1950       |

### Министры народной обороны (1947—1990)
| # правительства | имя              | даты                             |
| --------------- | ---------------- | -------------------------------- |
| 65              | Георгий Дамянов  | 11 декабря 1947 — 20 января 1950 |
| 66              | Георгий Дамянов  | 20 января 1950 — 27 мая 1950     |
| 66              | Петр Панчевски   | 27 мая 1950 — 20 января 1954     |
| 67              | Петр Панчевски   | 20 января 1954 — 15 января 1958  |
| 68              | Петр Панчевски   | 15 января 1958 — 9 июня 1958     |
| 68              | Иван Михайлов    | 9 июня 1958 — 17 марта 1962      |
| 69              | Добри Джуров     | 17 марта 1962 — 27 ноября 1962   |
| 70              | Добри Джуров     | 27 ноября 1962 — 12 марта 1966   |
| 71              | Добри Джуров     | 12 марта 1966 — 9 июля 1971      |
| 72              | Добри Джуров     | 9 июля 1971 — 17 июня 1976       |
| 73              | Добри Джуров     | 17 июня 1976 — 18 июня 1981      |
| 74              | Добри Джуров     | 18 июня 1981 — 19 июня 1986      |
| 75              | Добри Джуров     | 19 июня 1986 — 8 февраля 1990    |
| 76              | Добри Джуров     | 8 февраля 1990 — 22 ноября 1990  |
| 77              | Йордан Мутафчиев | 22 ноября 1990 — 20 декабря 1990 |

### Министры обороны (с 1990)
| # правительства | имя                  | даты                              |
| --------------- | -------------------- | --------------------------------- |
| 78              | Йордан Мутафчиев     | 20 декабря 1990 — 8 ноября 1991   |
| 79              | Димитр Луджев        | 8 ноября 1991 — 20 мая 1992       |
| 79              | Александр Сталийски  | 20 мая 1992 — 30 декабря 1992     |
| 80              | Валентин Александров | 30 декабря 1992 — 17 октября 1994 |
| 81              | Бойко Ноев           | 17 октября 1994 — 26 января 1995  |
| 82              | Димитр Павлов        | 26 января 1995 — 12 февраля 1997  |
| 83              | Георги Ананиев       | 12 февраля 1997 — 21 мая 1997     |
| 84              | Георги Ананиев       | 21 мая 1997 — 21 декабря 1999     |
| 84              | Бойко Ноев           | 21 декабря 1999 — 24 июля 2001    |
| 85              | Николай Свинаров     | 24 июля 2001 — 17 августа 2005    |
| 86              | Веселин Близнаков    | 17 августа 2005 — 24 апреля 2008  |
| 86              | Николай Цонев        | 24 апреля 2008 — 27 июля 2009     |
| 87              | Николай Младенов     | 27 июля 2009 — 27 января 2010     |
| 87              | Аню Ангелов          | 27 января 2010 — 12 марта 2013    |
| 88              | Тодор Тагарев        | 12 марта 2013 — 29 мая 2013       |
| 89              | Ангел Найденов       | 29 мая 2013 — 6 августа 2014      |
| 90              | Велизар Шаламанов    | 6 августа 2014 — 7 ноября 2014    |
| 91              | Николай Ненчев       | 7 ноября 2014 — 27 января 2017    |
| 92              | Стефан Янев          | 27 января 2017 — 4 мая 2017       |
| 93              | Красимир Каракачанов | 4 мая 2017 — 12 мая 2021          |
| 94              | Георгий Панайотов    | 12 мая 2021 — 13 декабря 2021     |
| 95              | Стефан Янев          | 13 декабря 2021 — 1 марта 2022    |
| 95              | Драгомир Заков       | 1 марта 2022 — 2 августа 2022     |
| 96              | Димитар Стоянов      | 2 августа 2022 — 6 июня 2023      |
| 97              | Тодор Тагарев        | с 6 июня 2023                     |